# Chiasmocleis bassleri
Chiasmocleis bassleri là một loài ếch trong họ Nhái bầu.
Nó được tìm thấy ở Bolivia, Brasil, Colombia, Ecuador, và Peru.
Các môi trường sống tự nhiên của chúng là các khu rừng ẩm ướt đất thấp nhiệt đới hoặc cận nhiệt đới, đầm nước ngọt, và đầm nước ngọt có nước theo mùa.